# Zakon o RTV Slovenija
Zakon o RTV Slovenija je zakon Republike Slovenije, ki ureja status, dejanovst, vodenje, upravljanje, nadzor in financiranje Radiotelevizije Slovenija.